# Ervenik
Ervenik est un village et une municipalité située dans le comitat de Šibenik-Knin, en Croatie. Au recensement de 2001, la municipalité comptait 988 habitants, dont 94,94 % de Serbes et le village seul comptait 227 habitants.

## Localités
La municipalité de Ervenik compte 4 localités :
- Ervenik
- Mokro Polje
- Oton
- Pađene
- Radučić